# Ammophilomima straeleni
Ammophilomima straeleni là một loài ruồi trong họ Asilidae. Ammophilomima straeleni được Janssens miêu tả năm 1953. Loài này phân bố ở vùng nhiệt đới châu Phi.